# Mavors
Mavors è un'antica divinità latina, preposta in origine alla vegetazione e  in seguito alla guerra e all'arte militare in genere. Secondo alcuni studi, l'etimologia (in ogni caso latina arcaica e non osca), ne farebbe un nome composto da due radici: *vert ("volgere") e, forse, *maĝh(e)s ("combattere", "battaglia"). Se tale congettura fosse esatta, Mavors sarebbe "colui che volge le sorti della battaglia". In seguito, il nome, probabilmente per un fenomeno di assimilazione, sarebbe divenuto Mamers e infine Marte.